# Jasmin (dichter)
Jasmin (geboren als Jacques Boé; Agen, 16 maart 1798 – 4 oktober 1864), soms ook gespeld als Jansemin, was een Franse dichter.
Hij is voor al bekend om zijn gedichten geschreven in het Occitaans, de taal van de arbeidersklasse bij wie zijn werk het populairst was. Hij was een van de belangrijkste voorlopers van de Occitaanse literatuur, die later verder werd uitgediept door Frédéric Mistral en de Félibrige.

## Biografie
Jasmin werd geboren in Agen. Zijn vader was kleermaker en hield zich verder bezig met het schrijven van verzen die hij zong of voordroeg op festivals of andere bijeenkomsten. Jasmin vergezelde zijn vader vaak bij diens optredens.
Op zijn 16e vond Jasmin werk in een kapsalon. Hoewel hij zelf ook een kapsalon opende aan de Gravier in Agen, ging hij zich meer en meer met gedichten bezighouden. In 1825 publiceerde hij zijn eerste dichtbundel, Papillotos. Deze bevatte Franstalige gedichten afgewisseld met Occitaanstalige gedichten. Zijn gedichten bleken populair binnen de arbeidersgemeenschap. In 1835 droeg hij zijn werken voor in Bordeaux, en in 1836 in Toulouse. Van Papillotos werden vier delen gepubliceerd.
Jasmin stond erom bekend altijd lang de tijd te nemen voor een gedicht. Een deel van een gedicht dat hij had geschreven als eerbetoon aan koning Hendrik IV van Frankrijk is gegraveerd in de sokkel van een standbeeld van deze koning in Nérac.
De laatste jaren van zijn leven sleet Jasmin in een klein huis nabij Agen. Hij stierf in 1864. Zijn laatste gedicht, een antwoord op Renan, werd samen met hem begraven.

## Eerbetoon
- In 1852 werd Jasmins werk bekroond door de Académie française.
- Van de academie van Toulouse kreeg hij de eretitel Maistre es Jeu.
- Paus Pius IX stuurde Jasmin het insigne van de Orde van Sint-Gregorius de Grote.
- Jasmin werd benoemd tot Ridder in het Legioen van Eer.
- In Parijs is een metrostation naar hem vernoemd.